# اقتراع شامل
الاقتراع الشامل هو نظام تصويت انتخابي يستخدم لاختيار فائز واحد. يدلي الناخب بصوت واحد فقط للمرشح الذي اختاره. إذا لم يحصل أي مرشح على دعم الأغلبية الإجمالية من الأصوات، يتم استبعاد المرشح الذي حصل على أقل عدد من الأصوات ويتم إجراء جولات أخرى من التصويت، حتى يحصل أحد المرشحين على الأغلبية. يشبه هذا الاقتراع نظام الجولتين ولكن مع اختلافات رئيسية في نظام الجولتين، إذا لم يحصل أي مرشح على الأغلبية في الجولة الأولى، يتقدم فقط الحاصلان على أعلى عدد من الأصوات إلى الجولة الثانية والنهائية من التصويت، ويتم تحديد الفائز بالأغلبية في الجولة الثانية. على النقيض من ذلك، في الاقتراع الشامل يتم إقصاء مرشح واحد فقط في كل جولة، وبالتالي، قد تكون هناك حاجة إلى عدة جولات من التصويت حتى يصل أحد المرشحين إلى الأغلبية.
الاقتراع الشامل لا يستخدم في الانتخابات العامة واسعة النطاق لأن الناخبين قد يضطرون إلى الإدلاء بأصواتهم عدة مرات، استخدامه عادةً في الانتخابات التي تشمل، على الأكثر، بضع مئات من الناخبين، مثل انتخاب رئيس الوزراء أو رئيس الجمعية. يستخدم في أشكال مختلفة مثل: أعضاء المجلس الاتحادي السويسري، ورئيس وزراء اسكتلندا ، ورئيس البرلمان الأوروبي ، ورؤساء مجلس العموم في كندا ، ومجلس العموم البريطاني والبرلمان الاسكتلندي ، والمدينة المضيفة للألعاب الأولمبية.

## التصويت والفرز
يقوم الناخب ببساطة بوضع علامة "x" بجانب مرشحه المفضل. إذا لم يحصل أي مرشح على الأغلبية المطلقة من الأصوات في الجولة الأولى، يتم إقصاء المرشح الذي حصل على أقل عدد من الأصوات بينما يتقدم جميع المرشحين الآخرين إلى جولة ثانية. إذا لم يكن هناك مرشح يتمتع بالأغلبية، يتم استبعاد المرشح الذي حصل على أقل عدد من الأصوات مرة أخرى ويتم عقد جولة ثالثة. تتكرر العملية لعدد الجولات اللازم لكي يتمكن أحد المرشحين من تحقيق الأغلبية. وإذا لزم الأمر، ستستمر الانتخابات حتى يتبقى مرشحان اثنان فقط. عندما يحدث هذا، يجب على أحد الطرفين تحقيق الأغلبية المطلقة بشرط أن يكون عدد الأصوات الصحيحة فرديًا.

### الاختلافات
- في تصويت الثلثين من الممكن فرض عدد أكبر من الأصوات للفوز، إما في جميع الجولات أو في الجولات الأولية. على سبيل المثال، في الجولات الأولى لانتخاب رئيس إيطاليا، يلزم الحصول على أغلبية ساحقة للفوز، ثم تتراجع إلى الأغلبية في الجولة الرابعة وما يليها.
- لا توجد قاعدة رسمية لإقصاء المرشحين من جولة إلى أخرى في الاقتراع الشامل، بل من المتوقع أن ينسحب المرشحون طواعية.
- بعض الاختلافات ترفع ببطء عتبة الإقصاء لتشجيع التسوية. على سبيل المثال، استخدم حزب العمال والمزارعين الديمقراطيين في ولاية مينيسوتا لتأييده في مجلس الشيوخ الأمريكي عام 2008 نظام اقتراع شامل مع قاعدة إسقاط تبدأ من 5% وتزداد إلى 25% بعد الجولة الخامسة، وبعد ذلك يتم إقصاء أحد المرشحين الحاصلين على أقل عدد من الأصوات في كل جولة حتى لا يتبقى أكثر من اثنين. [5]
- توجد أيضًا متغيرات تستبعد أكثر من مرشح في وقت واحد. على سبيل المثال، في انتخابات رؤساء مجلس العموم الكندي والبريطاني، يتم استبعاد أي مرشح يحصل على أقل من 5% من إجمالي الأصوات في الجولة الأولى على الفور.

## الاستخدام في الممارسة العملية
- الحكومة الاسكتلندية: يتم انتخاب الوزير الأول ورئيس البرلمان ونائبه عن طريق التصويت الشامل.[6]
- يتم اختيار المدينة المضيفة للألعاب الأولمبية من خلال تصويت شامل لأعضاء اللجنة الأولمبية الدولية . يُمنع أعضاء البلد الذي توجد فيه مدينة تتنافس في الانتخابات من التصويت إلا إذا تم إقصاء تلك المدينة.
- يتم انتخاب رئيس البرلمان الأوروبي من قبل جميع أعضاء الهيئة ليكون "رئيسًا" لها. في الانتخابات إذا لم يحصل أي مرشح على الأغلبية المطلقة في الجولة الأولى، فسيكون هناك ما يصل إلى ثلاث جولات أخرى. في الجولتين الثانية والثالثة، أي شخص يريد أن يترشح يكون حرا في الترشح، ولكن المرشحين الذين لا يحققون أداء جيدا ينسحبون أحيانا لمساعدة آخرين على الفوز بالانتخابات. إذا لم يحصل أحد على الأغلبية المطلقة في الجولة الثالثة، يُسمح فقط للمرشحين اللذين حصلا على أكبر عدد من الأصوات بالانتقال إلى الجولة الرابعة والأخيرة من التصويت. [7]
- يتم انتخاب رئيس مجلس العموم عن طريق الاقتراع السري من قبل أعضاء المجلس. إذا لم يحصل أي مرشح على الأغلبية المطلقة في الجولة الأولى، يتم استبعاد المرشح الذي حصل على أقل عدد من الأصوات وأي مرشح آخر حصل على أقل من 5% من إجمالي الأصوات على الفور. وتستمر الجولات اللاحقة وفقًا للقواعد العادية للتصويت الشامل.[6]
- يتم انتخاب رئيس مجلس العموم الكندي بموجب نفس الصيغة الأساسية للاقتراع الشامل المستخدم في بريطانيا، مع استبعاد المرشحين الذين حصلوا على أقل من 5% في الجولة الأولى على الفور.
- يتم انتخاب زعيم الحزب الديمقراطي الجديد في كندا من قبل أعضاء الحزب بموجب مزيج من التصويت الفوري، والتصويت الشامل، اعتمادًا على تفضيلات الأعضاء. يحق لمن يرغبون في التصويت مرة واحدة فقط الإدلاء ببطاقة اقتراع واحدة مملوءة بنظام التصويت الفردي المباشر، في حين يجوز للأعضاء الآخرين الإدلاء ببطاقات اقتراع منفصلة بعد كل جولة من الاقتراع. استخدم الحزب هذا الشكل لانتخابات القيادة في عامي 2012 و2017 .
- يتم اختيار المرشحين لقيادة حزب المحافظين في المملكة المتحدة من خلال تصويت شامل بين أعضاء البرلمان المنتخبين حتى يبقى مرشحان اثنان فقط. بعد ذلك يدخل المرشحان النهائيان في اقتراع بين أعضاء الحزب لاختيار الزعيم.
- يتم انتخاب زعيم حزب العمال النيوزيلندي من خلال تصويت شامل من أعضاء البرلمان المنتخبين، ويحتاج المرشح إلى ثلثي الأصوات ليتم انتخابه. إذا بقي مرشحان ولم يحصل أي منهما على ثلثي الأصوات، فسوف تصوت هيئة انتخابية مكونة من أعضاء البرلمان وأعضاء الحزب والنقابات التابعة بالأغلبية البسيطة. [8]
- يتم انتخاب رئيس جنوب أفريقيا عن طريق الاقتراع الشامل من قبل أعضاء الجمعية الوطنية.[9]

## أنظمة مماثلة

### نظام الدورتين
إن التصويت الشامل يشبه نظام الجولتين. لكن في ظل نظام الجولتين، إذا لم يحقق أي مرشح الأغلبية المطلقة في الجولة الأولى، فبدلاً من إقصاء مرشح واحد فقط، يتم استبعاد جميع المرشحين على الفور باستثناء المرشحين اللذين حصلا على أكبر عدد من الأصوات. وهناك جولة ثانية وأخيرة. بما أن النظام المكون من جولتين لا يتطلب من الناخبين العودة إلى صناديق الاقتراع أكثر من مرة واحدة، فإن هذا النظام يعتبر أكثر عملية في الانتخابات العامة الكبيرة من نظام الاقتراع الشامل، ويُستخدم في العديد من البلدان لانتخاب الرؤساء والهيئات التشريعية. مع ذلك، فإن النظامين غالبا ما ينتجان فائزين مختلفين، ويرجع ذلك إلى أنه بموجب نظام الجولتين، قد يتم إقصاء المرشح في الجولة الأولى، رغم أنه كان سيستمر في الفوز بالمنافسة إذا سُمح له بالبقاء حتى الجولة الثانية. في المثال أعلاه، كان نظام الجولتين سيختار ناشفيل بدلاً من نوكسفيل.

### نظام الدورتين الأساسيتين
نظام الانتخابات التمهيدية غير الحزبية هو أحد أشكال نظام الجولتين الذي يعقد انتخابات أولية، ويسمح لأفضل مرشحين اثنين بالانتقال إلى الانتخابات العامة. إنه يختلف عمومًا عن نظام الجولتين في أمرين: لا يُسمح للانتخابات الأولى باختيار الفائز، ولا يُسمح للأحزاب السياسية بتقييد مجالها باستخدام مؤتمر أو مؤتمر حزبي.

### التصويت بالجولة الثانية
في بعض النواحي، يشبه التصويت الشامل التصويت الفوري وفي كلا النظامين، إذا لم يحصل أي مرشح على الأغلبية المطلقة في الجولة الأولى، يتم إجراء جولات أخرى، حيث يتم إقصاء المرشح الذي يحصل على أقل عدد من الأصوات بعد كل جولة. مع ذلك، بينما في نظام الاقتراع الشامل، تتضمن كل جولة عودة الناخبين للإدلاء بأصواتهم من جديد، فإن الناخبين في نظام الإعادة الفورية يصوتون مرة واحدة فقط. هذا ممكن لأنه بدلاً من التصويت لمرشح واحد فقط، يقوم الناخب بتصنيف جميع المرشحين حسب الأفضلية. ويتم بعد ذلك استخدام هذه التفضيلات لنقل أصوات أولئك الذين تم استبعاد تفضيلهم الأول أثناء عملية الفرز.
بما أن التصويت الشامل يتضمن جولات منفصلة من التصويت، فيمكن للناخبين استخدام نتائج جولة واحدة لمعرفة كيفية تصويتهم في الجولة التالية، في حين أن هذا غير ممكن في ظل نظام التصويت المستقل. علاوة على ذلك، وبما أنه من الضروري التصويت مرة واحدة فقط، فقد تم استخدام التصويت الفوري في الانتخابات واسعة النطاق في العديد من الأماكن.

## ترشيح استراتيجي
يمكن أيضًا التأثير على التصويت الشامل من خلال الترشيح الاستراتيجي، حيث يؤثر المرشحون والفصائل السياسية على نتيجة الانتخابات إما من خلال ترشيح مرشحين إضافيين أو سحب مرشح كان من الممكن أن يترشح لولا ذلك. إن التصويت الشامل عرضة للترشيح الاستراتيجي لنفس الأسباب التي تجعله عرضة لتكتيك التصويت التسووي. يرجع ذلك إلى أن المرشح الذي يعرف أنه من غير المرجح أن يفوز قد يؤدي إلى انتخاب مرشح تسوية أكثر جاذبية من خلال الانسحاب من السباق، أو عدم الترشح في المقام الأول. بنفس الطريقة، يمكن لمرشح أن يحقق نتيجة أقل مرغوبية باختياره غير الحكيم الترشح في الانتخابات؛ وذلك بسبب تأثير المفسد، حيث يمكن لمرشح جديد أن "يقسم الأصوات" ويكلف مرشحًا مشابهًا آخر الانتخابات.
إن نظام التصويت الشامل المكون من جولات متعددة يجعله أقل عرضة للتأثير المفسد من نظام الأغلبية أو نظام الجولتين. يرجع ذلك إلى أن المرشح المفسد المحتمل غالباً ما يحظى بدعم طفيف فقط؛ وبالتالي سيتم إقصاؤه مبكراً وستتاح الفرصة لمؤيديه للتأثير على نتيجة الانتخابات من خلال التصويت للمرشحين الأكثر شعبية في الجولات اللاحقة. ويستطيع الناخبون أيضًا مواجهة تأثير انقسام الأصوات باستخدام تكتيك التسوية.
إن التصويت الشامل عرضة في الأساس لنفس أشكال الترشيح الاستراتيجي مثل التصويت بالجولة الثانية، والفرق هو أنه في ظل التصويت الشامل يمكن للمرشحين استخدام نتائج الجولات المبكرة لتحديد ما إذا كان ينبغي لهم الانسحاب استراتيجيًا في الجولات اللاحقة أم لا. هذا مستحيل في ظل نظام IRV. في نظام التصويت الانتخابي المباشر، يصوت الناخبون مرة واحدة فقط، وبالتالي يتعين على المرشحين اتخاذ قرار بشأن ما إذا كانوا سيشاركون في الانتخابات أم لا قبل الاقتراع، وحتى قبل إجراء جولة واحدة من فرز الأصوات.

## التأثير على المرشحين والفصائل
يشجع التصويت الشامل المرشحين على جذب شريحة واسعة من الناخبين. يرجع ذلك إلى أنه من أجل الحصول في نهاية المطاف على الأغلبية المطلقة من الأصوات، من الضروري أن يحظى المرشح بدعم الناخبين الذين تم إقصاء مرشحهم المفضل. بموجب نظام الاقتراع الشامل،غالباً ما يصدر المرشحون الذين تم إقصاؤهم، والفصائل التي دعمتهم في السابق، توصيات إلى مؤيديهم بشأن من ينبغي أن يصوتوا له في الجولات المتبقية من المنافسة. هذا يعني أن المرشحين الذين تم إقصاؤهم لا يزالون قادرين على التأثير على نتيجة الانتخابات.